# Grand Prix Turcji 2020
Grand Prix Turcji 2020, oficjalnie Formula 1 DHL Turkish Grand Prix 2020 – czternasta runda Mistrzostw Świata Formuły 1 w sezonie 2020. Grand Prix odbyło się w dniach 13–15 listopada 2020 na torze Intercity İstanbul Park w Stambule. Wyścig wygrał Lewis Hamilton (Mercedes), a na podium stanęli kolejno Sergio Pérez (Racing Point) i Sebastian Vettel (Ferrari). Po starcie z pole position Lance Stroll (Racing Point) ukończył wyścig na dziewiątym miejscu.

## Tło
Tor w Stambule gościł wcześniej wyścigi Formuły 1 siedmiokrotnie, w latach 2005–2011. Ostatnią edycję wygrał Sebastian Vettel (Red Bull-Renault). Chociaż Grand Prix Turcji nie znajdowało się w pierwotnym kalendarzu Formuły 1 na sezon 2020, to zostało do niego dodane w związku z pandemią COVID-19.

## Lista startowa
| Nr          | Kierowca           | Zespół                        | Samochód                           | Silnik                      | Opony |
| ----------- | ------------------ | ----------------------------- | ---------------------------------- | --------------------------- | ----- |
| 3           | Daniel Ricciardo   | Renault DP World F1 Team      | Renault R.S.20                     | Renault E-Tech 20 1,6 V6T   | P     |
| 4           | Lando Norris       | McLaren F1 Team               | McLaren MCL35                      | Renault E-Tech 20 1,6 V6T   | P     |
| 5           | Sebastian Vettel   | Scuderia Ferrari              | Ferrari SF1000                     | Ferrari 065 1,6 V6T         | P     |
| 6           | Nicholas Latifi    | Williams Racing               | Williams FW43                      | Mercedes-AMG F1 M11 1,6 V6T | P     |
| 7           | Kimi Räikkönen     | Alfa Romeo Racing ORLEN       | Alfa Romeo C39                     | Ferrari 065 1,6 V6T         | P     |
| 8           | Romain Grosjean    | Haas F1 Team                  | Haas VF-20                         | Ferrari 065 1,6 V6T         | P     |
| 10          | Pierre Gasly       | Scuderia AlphaTauri Honda     | AlphaTauri AT01                    | Honda RA620H 1,6 V6T        | P     |
| 11          | Sergio Pérez       | BWT Racing Point F1 Team      | Racing Point RP20                  | BWT Mercedes 1,6 V6T        | P     |
| 16          | Charles Leclerc    | Scuderia Ferrari              | Ferrari SF1000                     | Ferrari 065 1,6 V6T         | P     |
| 18          | Lance Stroll       | BWT Racing Point F1 Team      | Racing Point RP20                  | BWT Mercedes 1,6 V6T        | P     |
| 20          | Kevin Magnussen    | Haas F1 Team                  | Haas VF-20                         | Ferrari 065 1,6 V6T         | P     |
| 23          | Alexander Albon    | Aston Martin Red Bull Racing  | Red Bull RB16                      | Honda RA620H 1,6 V6T        | P     |
| 26          | Daniił Kwiat       | Scuderia AlphaTauri Honda     | AlphaTauri AT01                    | Honda RA620H 1,6 V6T        | P     |
| 31          | Esteban Ocon       | Renault DP World F1 Team      | Renault R.S.20                     | Renault E-Tech 20 1,6 V6T   | P     |
| 33          | Max Verstappen     | Aston Martin Red Bull Racing  | Red Bull RB16                      | Honda RA620H 1,6 V6T        | P     |
| 44          | Lewis Hamilton     | Mercedes-AMG Petronas F1 Team | Mercedes-AMG F1 W11 EQ Performance | Mercedes-AMG F1 M11 1,6 V6T | P     |
| 55          | Carlos Sainz Jr.   | McLaren F1 Team               | McLaren MCL35                      | Renault E-Tech 20 1,6 V6T   | P     |
| 63          | George Russell     | Williams Racing               | Williams FW43                      | Mercedes-AMG F1 M11 1,6 V6T | P     |
| 77          | Valtteri Bottas    | Mercedes-AMG Petronas F1 Team | Mercedes-AMG F1 W11 EQ Performance | Mercedes-AMG F1 M11 1,6 V6T | P     |
| 99          | Antonio Giovinazzi | Alfa Romeo Racing ORLEN       | Alfa Romeo C39                     | Ferrari 065 1,6 V6T         | P     |
| Źródło: FIA |                    |                               |                                    |                             |       |

## Wyniki

### Zwycięzcy sesji treningowych
| Sesja       | Nr | Kierowca       | Konstruktor | Czas     | Okr. |
| ----------- | -- | -------------- | ----------- | -------- | ---- |
| 1           | 33 | Max Verstappen | Red Bull    | 1:35,077 | 29   |
| 2           | 33 | Max Verstappen | Red Bull    | 1:28,330 | 37   |
| 3           | 33 | Max Verstappen | Red Bull    | 1:48,485 | 6    |
| Źródło: FIA |    |                |             |          |      |

### Kwalifikacje
| P                    | Nr | Kierowca           | Konstruktor               | Czasy w kwalifikacjach | Czasy w kwalifikacjach | Czasy w kwalifikacjach | Poz. s. |
| P                    | Nr | Kierowca           | Konstruktor               | Q1                     | Q2                     | Q3                     | Poz. s. |
| -------------------- | -- | ------------------ | ------------------------- | ---------------------- | ---------------------- | ---------------------- | ------- |
| 1                    | 18 | Lance Stroll       | Racing Point-BWT Mercedes | 2:07,467               | 1:53,372               | 1:47,765               | 1       |
| 2                    | 33 | Max Verstappen     | Red Bull Racing-Honda     | 1:57,485               | 1:50,293               | 1:48,055               | 2       |
| 3                    | 11 | Sergio Pérez       | Racing Point-BWT Mercedes | 2:07,614               | 1:54,097               | 1:49,321               | 3       |
| 4                    | 23 | Alexander Albon    | Red Bull Racing-Honda     | 1:59,431               | 1:52,282               | 1:50,448               | 4       |
| 5                    | 3  | Daniel Ricciardo   | Renault                   | 2:05,598               | 1:54,278               | 1:51,595               | 5       |
| 6                    | 44 | Lewis Hamilton     | Mercedes                  | 2:07,599               | 1:52,709               | 1:52,560               | 6       |
| 7                    | 31 | Esteban Ocon       | Renault                   | 2:06,115               | 1:53,657               | 1:52,622               | 7       |
| 8                    | 7  | Kimi Räikkönen     | Alfa Romeo-Ferrari        | 2:01,249               | 1:53,793               | 1:52,745               | 8       |
| 9                    | 77 | Valtteri Bottas    | Mercedes                  | 2:07,001               | 1:53,767               | 1:53,258               | 9       |
| 10                   | 99 | Antonio Giovinazzi | Alfa Romeo-Ferrari        | 2:07,341               | 1:53,431               | 1:57,226               | 10      |
| 11                   | 4  | Lando Norris       | McLaren-Renault           | 2:07,167               | 1:54,945               |                        | 14      |
| 12                   | 5  | Sebastian Vettel   | Ferrari                   | 2:03,356               | 1:55,169               |                        | 11      |
| 13                   | 55 | Carlos Sainz Jr.   | McLaren-Renault           | 2:07,489               | 1:55,410               |                        | 15      |
| 14                   | 16 | Charles Leclerc    | Ferrari                   | 2:04,464               | 1:56,696               |                        | 12      |
| 15                   | 10 | Pierre Gasly       | AlphaTauri-Honda          | 2:05,579               | 1:58,556               |                        | 19      |
| 16                   | 20 | Kevin Magnussen    | Haas-Ferrari              | 2:08,007               |                        |                        | 13      |
| 17                   | 26 | Daniił Kwiat       | AlphaTauri-Honda          | 2:09,070               |                        |                        | 16      |
| 18                   | 63 | George Russell     | Williams-Mercedes         | 2:10,017               |                        |                        | 20      |
| 19                   | 8  | Romain Grosjean    | Haas-Ferrari              | 2:12,909               |                        |                        | 17      |
| 20                   | 6  | Nicholas Latifi    | Williams-Mercedes         | 2:21,611               |                        |                        | 18      |
| 107% czasu: 2:05,708 |    |                    |                           |                        |                        |                        |         |
| Źródło: FIA          |    |                    |                           |                        |                        |                        |         |

Uwagi
1. ↑  Lando Norris otrzymał karę cofnięcia o 5 pozycji za niespowolnienie podczas żółtych flag w kwalifikacjach[8].
2. ↑  Carlos Sainz Jr. otrzymał karę cofnięcia o 3 pozycje za zablokowanie Sergio Péreza podczas kwalifikacji[9].
3. ↑  Pierre Gasly otrzymał karę cofnięcia na koniec stawki za naruszenie uprawnień przez jego zespół do wymiany jednostki napędowej[10].
4. ↑  George Russell otrzymał karę cofnięcia na koniec stawki za wymianę elementów jednostki napędowej ponad regulaminowy limit[11]. Otrzymał również karę cofnięcia o 5 pozycji za niespowolnienie podczas podwójnych żółtych flag w kwalifikacjach[12].
5. ↑  Ponieważ kwalifikacje odbywały się na mokrym torze, reguła 107% nie obowiązywała[13].

### Wyścig
| P           | Nr | Kierowca           | Konstruktor               | Okr. | Czas                       | Start | +/− | Punkty |
| ----------- | -- | ------------------ | ------------------------- | ---- | -------------------------- | ----- | --- | ------ |
| 1           | 44 | Lewis Hamilton     | Mercedes                  | 58   | 1:42:19,313                | 6     | 5   | 25     |
| 2           | 11 | Sergio Pérez       | Racing Point-BWT Mercedes | 58   | +31,633                    | 3     | 1   | 18     |
| 3           | 5  | Sebastian Vettel   | Ferrari                   | 58   | +31,960                    | 12    | 9   | 15     |
| 4           | 16 | Charles Leclerc    | Ferrari                   | 58   | +33,858                    | 14    | 10  | 12     |
| 5           | 55 | Carlos Sainz Jr.   | McLaren-Renault           | 58   | +34,363                    | 15    | 10  | 10     |
| 6           | 33 | Max Verstappen     | Red Bull Racing-Honda     | 58   | +44,873                    | 2     | 4   | 8      |
| 7           | 23 | Alexander Albon    | Red Bull Racing-Honda     | 58   | +46,484                    | 4     | 3   | 6      |
| 8           | 4  | Lando Norris       | McLaren-Renault           | 58   | +1:01,259                  | 11    | 3   | 4+1    |
| 9           | 18 | Lance Stroll       | Racing Point-BWT Mercedes | 58   | +1:12,353                  | 1     | 8   | 2      |
| 10          | 3  | Daniel Ricciardo   | Renault                   | 58   | +1:35,460                  | 5     | 5   | 1      |
| 11          | 31 | Esteban Ocon       | Renault                   | 57   | +1 okrążenie               | 7     | 4   |        |
| 12          | 26 | Daniił Kwiat       | AlphaTauri-Honda          | 57   | +1 okrążenie               | 16    | 4   |        |
| 13          | 10 | Pierre Gasly       | AlphaTauri-Honda          | 57   | +1 okrążenie               | 19    | 6   |        |
| 14          | 77 | Valtteri Bottas    | Mercedes                  | 57   | +1 okrążenie               | 9     | 5   |        |
| 15          | 7  | Kimi Räikkönen     | Alfa Romeo-Ferrari        | 57   | +1 okrążenie               | 8     | 7   |        |
| 16          | 63 | George Russell     | Williams-Mercedes         | 57   | +1 okrążenie               | PL    | 5   |        |
| 17          | 20 | Kevin Magnussen    | Haas-Ferrari              | 55   | NU (wycofał się)           | 13    | 4   |        |
| NS          | 8  | Romain Grosjean    | Haas-Ferrari              | 49   | NU (uszkodzenia kolizyjne) | 17    |     |        |
| NS          | 6  | Nicholas Latifi    | Williams-Mercedes         | 39   | NU (uszkodzenia kolizyjne) | PL    |     |        |
| NS          | 99 | Antonio Giovinazzi | Alfa Romeo-Ferrari        | 11   | NU (skrzynia biegów)       | 10    |     |        |
| Źródło: FIA |    |                    |                           |      |                            |       |     |        |

Uwagi
1. ↑  Dodatkowy 1 punkt jest przyznawany kierowcy, który ustanowił najszybsze okrążenie w wyścigu, pod warunkiem, że ukończył wyścig w pierwszej 10.
2. 1 2  Nicholas Latifi i George Russell zakwalifikowali się odpowiednio na osiemnastym i dwudziestym miejscu, ale zjechali do alei serwisowej po okrążeniu formującym, a ich miejsca na polach startowych pozostały wolne.
3. ↑  Kevin Magnussen został sklasyfikowany, ponieważ przejechał 90% dystansu wyścigu.

### Najszybsze okrążenie
| Nr          | Kierowca     | Konstruktor | Czas     | Okr. |
| ----------- | ------------ | ----------- | -------- | ---- |
| 4           | Lando Norris | McLaren     | 1:36,806 | 58   |
| Źródło: FIA |              |             |          |      |

### Prowadzenie w wyścigu
| Nr                              | Kierowca        | Konstruktor  | Okrążenia  | Suma |
| ------------------------------- | --------------- | ------------ | ---------- | ---- |
| 18                              | Lance Stroll    | Racing Point | 1–9, 13–35 | 32   |
| 11                              | Sergio Pérez    | Racing Point | 10, 36     | 2    |
| 33                              | Max Verstappen  | Red Bull     | 11         | 1    |
| 23                              | Alexander Albon | Red Bull     | 12         | 1    |
| 44                              | Lewis Hamilton  | Mercedes     | 37–58      | 22   |
| \| Wykres \| \| ------ \| \| \| |                 |              |            |      |
| Źródło: FIA                     |                 |              |            |      |
| Wykres                          |                 |              |            |      |
|                                 |                 |              |            |      |

## Klasyfikacja po wyścigu

### Kierowcy
Źródło: FIA
| P  | +/− | Kierowca           | Starty | Punkty | P1 | P2 | P3 | PP | NO | NS |
| -- | --- | ------------------ | ------ | ------ | -- | -- | -- | -- | -- | -- |
| 1  | 0   | Lewis Hamilton     | 14     | 307    | 10 | 1  | 1  | 9  | 6  | –  |
| 2  | 0   | Valtteri Bottas    | 14     | 197    | 2  | 5  | 3  | 4  | 2  | 1  |
| 3  | 0   | Max Verstappen     | 14     | 170    | 1  | 5  | 3  | –  | 2  | 4  |
| 4  | +2  | Sergio Pérez       | 12     | 100    | –  | 1  | –  | –  | –  | –  |
| 5  | 0   | Charles Leclerc    | 14     | 97     | –  | 1  | 1  | –  | –  | 3  |
| 6  | −2  | Daniel Ricciardo   | 14     | 96     | –  | –  | 2  | –  | 1  | 1  |
| 7  | +1  | Carlos Sainz Jr.   | 14     | 75     | –  | 1  | –  | –  | 1  | 3  |
| 8  | −1  | Lando Norris       | 14     | 74     | –  | –  | 1  | –  | 2  | 1  |
| 9  | 0   | Alexander Albon    | 14     | 70     | –  | –  | 1  | –  | –  | 1  |
| 10 | 0   | Pierre Gasly       | 14     | 63     | 1  | –  | –  | –  | –  | 3  |
| 11 | 0   | Lance Stroll       | 13     | 59     | –  | –  | 1  | 1  | –  | 4  |
| 12 | 0   | Esteban Ocon       | 14     | 40     | –  | –  | –  | –  | –  | 4  |
| 13 | +1  | Sebastian Vettel   | 14     | 33     | –  | –  | 1  | –  | –  | 2  |
| 14 | −1  | Daniił Kwiat       | 14     | 26     | –  | –  | –  | –  | –  | 1  |
| 15 | 0   | Nico Hülkenberg    | 3      | 10     | –  | –  | –  | –  | –  | 1  |
| 16 | 0   | Kimi Räikkönen     | 14     | 4      | –  | –  | –  | –  | –  | 1  |
| 17 | 0   | Antonio Giovinazzi | 14     | 4      | –  | –  | –  | –  | –  | 3  |
| 18 | 0   | Romain Grosjean    | 14     | 2      | –  | –  | –  | –  | –  | 2  |
| 19 | 0   | Kevin Magnussen    | 14     | 1      | –  | –  | –  | –  | –  | 6  |
| 20 | 0   | Nicholas Latifi    | 14     | 0      | –  | –  | –  | –  | –  | 2  |
| 21 | 0   | George Russell     | 14     | 0      | –  | –  | –  | –  | –  | 4  |
| P  | +/− | Kierowca           | Starty | Punkty | P1 | P2 | P3 | PP | NO | NS |

### Konstruktorzy
Źródło: FIA
| P  | +/− | Konstruktor               | Starty | Punkty | P1 | P2 | P3 | PP | NO | NS |
| -- | --- | ------------------------- | ------ | ------ | -- | -- | -- | -- | -- | -- |
| 1  | 0   | Mercedes                  | 28     | 504    | 12 | 6  | 4  | 13 | 8  | 1  |
| 2  | 0   | Red Bull Racing-Honda     | 28     | 240    | 1  | 5  | 4  | –  | 2  | 5  |
| 3  | +2  | Racing Point-BWT Mercedes | 28     | 154    | –  | 1  | 1  | 1  | –  | 4  |
| 4  | 0   | McLaren-Renault           | 28     | 149    | –  | 1  | 1  | –  | 3  | 4  |
| 6  | −2  | Renault                   | 28     | 136    | –  | –  | 2  | –  | 1  | 5  |
| 6  | 0   | Ferrari                   | 28     | 130    | –  | 1  | 2  | –  | –  | 5  |
| 7  | 0   | Scuderia AlphaTauri-Honda | 28     | 89     | 1  | –  | –  | –  | –  | 4  |
| 8  | 0   | Alfa Romeo Racing-Ferrari | 28     | 8      | –  | –  | –  | –  | –  | 3  |
| 9  | 0   | Haas-Ferrari              | 28     | 3      | –  | –  | –  | –  | –  | 8  |
| 10 | 0   | Williams-Mercedes         | 28     | 0      | –  | –  | –  | –  | –  | 6  |
| P  | +/− | Konstruktor               | Starty | Punkty | P1 | P2 | P3 | PP | NO | NS |